# Toyotomi Hidenaga
Toyotomi Hidenaga (豊臣秀長, 8 avril 1540-15 février 1591), ou Hashiba Hidenaga, était un samouraï et un demi-frère de Toyotomi Hideyoshi, l'un des plus puissants seigneurs de guerre de l'époque Sengoku de l'histoire du Japon. Il est généralement considéré comme étant à la fois le cerveau et le bras droit de Hideyoshi.

## Biographie
Après avoir participé aux côtés de Hideyoshi à gagner une bataille dans la province de Kii, Hidenaga supervisa la construction du château de Wakayama en 1585, nommant Takatora Tōdō en tant que chef ingénieur. Quelques années plus tard, il conduisit l'avant-garde des forces de Hideyoshi dans la province de Satsuma, contribuant largement aux victoires de son demi-frère pour prendre le contrôle de Kyūshū. Hidenaga reçut en récompense les provinces de Kii, d'Izumi et de Yamato, ce qui lui conféra un fief d'un million de koku. Il mourut à Yamatokōriyama (dans l'actuelle préfecture de Nara) en 1591.

## Source de la traduction
- (en) Cet article est partiellement ou en totalité issu de l’article de Wikipédia en anglais intitulé « Toyotomi Hidenaga » (voir la liste des auteurs).